# Mallocera
Mallocera is een kevergeslacht uit de familie van de boktorren (Cerambycidae). De wetenschappelijke naam van het geslacht werd voor het eerst geldig gepubliceerd in 1833 door Audinet-Serville.

## Soorten
Mallocera omvat de volgende soorten:
- Mallocera amazonica Bates, 1870
- Mallocera glauca Audinet-Serville, 1833
- Mallocera ramosa Gounelle, 1909
- Mallocera simplex White, 1853
- Mallocera spinicollis Bates, 1872
- Mallocera umbrosa Gounelle, 1909